# Александар Тирнанич
Александар Тирнанич (сербохорв. Aleksandar Tirnanić, нар. 15 липня 1910 — пом. 13 грудня 1992, Белград) — югославський футболіст, що грав на позиції правого нападника. По завершенні ігрової кар'єри — футбольний тренер.
Виступав, зокрема, за клуб БСК, а також національну збірну Югославії.
П'ятиразовий чемпіон Югославії. Як тренер збірної — олімпійський чемпіон 1960 року. 

## Клубна кар'єра
Народився 15 липня 1910 року. Вихованець юнацьких команд футбольних клубів «Югославія» та БСК.
У дорослому футболі дебютував 1927 року у сімнадцятирічному віці виступами за команду клубу БСК, кольори якої і захищав протягом усієї своєї кар'єри гравця, що тривала чотирнадцять років.  Загалом у складі команди з врахуванням товариських матчів зіграв 500 матчів. Виступав на позиці правого крайнього нападника. 
У перші роки в команді у 1929 і 1930 роках ставав з командою переможцем чемпіоном Белграда, завойовував бронзу чемпіонату в 1928 і срібло в 1929 роках.
Свою першу перемогу у національному чемпіонаті БСК із Тирнаничем у складі здобув у першості 1931 року. Перемога вийшла дуже впевненою, адже столичний клуб виграв усі 10 матчів турніру, випередивши найближчого переслідувача загребську «Конкордію» на 9 очок. Лідерами тієї команди разом з Александером були Милорад Арсеньєвич, Благоє Мар'янович, Джордже Вуядинович, Любиша Джорджевич, провідні гравці національної збірної.
Загалом у 30-х роках БСК домінував у югославському футболі. Тирнанич здобував титули чемпіона Югославії у 1933, 1935, 1936 і 1939 роках. 

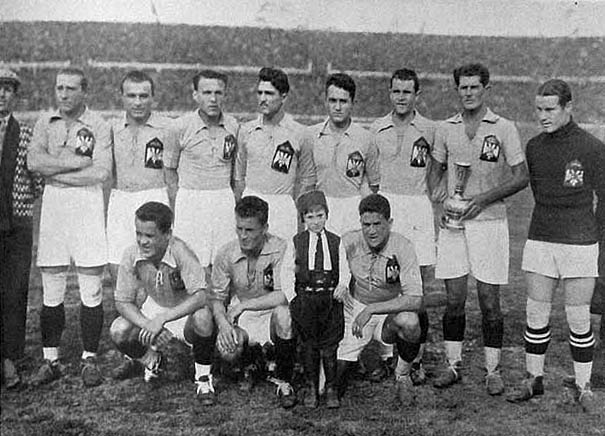
Збірна Югославії під час ЧС-1930 в Уругваї
Стоять: Михайлович, Стефанович, Джокич, Вуядинович, Арсеньєвич, Секулич, Івкович,
Якшич. Сидять: Тирнанич, Мар'янович, Бек

## Виступи за збірну
1929 року дебютував в офіційних матчах у складі національної збірної Югославії. Протягом кар'єри у національній команді, яка тривала 12 років, провів у формі головної команди країни 50 матчів, забивши 12 голів.
У 1930 році став учасником першого розіграшу чемпіонату світу.  Югославія стала однією з небагатьох європейських збірних, що погодились поїхати до далекого Уругваю, до того ж команда відправилась у не найсильнішому складі, адже через конфлікт у федерації збірну представляли лише сербські футболісти. Незважаючи на це, югославська команда виступила найвдаліше з європейців, створивши найбільшу сенсацію змагань: на груповій стадії перемогла збірну Бразилії (2:1, Тирнанич відзначився першим забитим м'ячем у цьому матчі). Здолавши у другому матчі Болівію (4:0), югослави потрапили до півфіналу, де поступились майбутньому чемпіонові збірній Уругваю з рахунком 1:6. 
Також у складі збірної був переможцем Балканського кубку. Під час турніру в Афінах 1934-35 югослави в першому матчі змагань програли Греції (1:2), але завдяки перемогам над Болгарією (4:3, два голи на рахунку Тирнанича) і Румунією (4:0, знову відзначився голом) зуміли вийти на перше місце у підсумковій таблиці.  

## Кар'єра тренера
Розпочав тренерську кар'єру 1946 року, очоливши тренерський штаб збірної Югославії. Загалом тренував команду з перервами тричі . 
Був учасником чемпіонату світу 1954 року у Швейцарії і чемпіонату світу 1958 року у Швеції. Обидва рази команда зупинялась на стадії чвертьфіналу. В 1960 році здобув зі збірною титул олімпійського чемпіона, а також срібло чемпіонату Європи у складі тріо тренерів разом з Драгомиром Ніколичем і Любомиром Ловричем.
Помер 13 грудня 1992 року на 82-му році життя у місті Белград.
| Дата       | Місто        | Господарі      | Результат | Гості          | Турнір                  | Голи | Примітки        |
| ---------- | ------------ | -------------- | --------- | -------------- | ----------------------- | ---- | --------------- |
| 06.10.1929 | Бухарест     | Румунія        | 2 – 1     | Югославія      | Балканський кубок       | -    |                 |
| 26.01.1930 | Афіни        | Греція         | 2 – 1     | Югославія      | Балканський кубок       | -    |                 |
| 13.04.1930 | Белград      | Югославія      | 6 – 1     | Болгарія       | товариський матч        | 1    |                 |
| 04.05.1930 | Белград      | Югославія      | 2 – 1     | Румунія        | Кубок короля Олександра | -    |                 |
| 15.06.1930 | Софія        | Болгарія       | 2 – 2     | Югославія      | товариський матч        | 1    |                 |
| 14.07.1930 | Монтевідео   | Бразилія       | 1 – 2     | Югославія      | Чемпіонат світу – група | 1    |                 |
| 17.07.1930 | Монтевідео   | Болівія        | 0 – 4     | Югославія      | Чемпіонат світу – група | -    |                 |
| 27.07.1930 | Монтевідео   | Уругвай        | 6 – 1     | Югославія      | Чемпіонат світу – 1/2   | -    |                 |
| 03.08.1930 | Буенос-Айрес | Аргентина      | 3 – 1     | Югославія      | товариський матч        | -    |                 |
| 16.11.1930 | Софія        | Болгарія       | 0 – 3     | Югославія      | Балканський кубок       | -    |                 |
| 15.03.1931 | Белград      | Югославія      | 4 – 1     | Греція         | Балканський кубок       | -    |                 |
| 19.04.1931 | Белград      | Югославія      | 1 – 0     | Болгарія       | Балканський кубок       | -    |                 |
| 21.05.1931 | Белград      | Югославія      | 3 – 2     | Угорщина       | товариський матч        | -    |                 |
| 28.06.1931 | Загреб       | Югославія      | 2 – 4     | Румунія        | Балканський кубок       | -    |                 |
| 02.08.1931 | Белград      | Югославія      | 2 – 1     | Чехословаччина | товариський матч        | -    |                 |
| 02.10.1931 | Софія        | Туреччина      | 2 – 0     | Югославія      | Балканський кубок       | -    |                 |
| 04.10.1931 | Софія        | Болгарія       | 3 – 2     | Югославія      | Балканський кубок       | 1    |                 |
| 25.10.1931 | Познань      | Польща         | 6 – 3     | Югославія      | товариський матч        | -    |                 |
| 24.04.1932 | Ов'єдо       | Іспанія        | 2 – 1     | Югославія      | товариський матч        | -    |                 |
| 03.05.1932 | Лісабон      | Португалія     | 3 – 2     | Югославія      | товариський матч        | -    |                 |
| 29.05.1932 | Загреб       | Югославія      | 0 – 3     | Польща         | товариський матч        | -    |                 |
| 05.06.1932 | Белград      | Югославія      | 2 – 1     | Франція        | товариський матч        | -    |                 |
| 26.06.1932 | Белград      | Югославія      | 7 – 1     | Греція         | Балканський кубок       | 1    |                 |
| 30.06.1932 | Белград      | Югославія      | 2 – 3     | Болгарія       | Балканський кубок       | -    |                 |
| 03.07.1932 | Белград      | Югославія      | 3 – 1     | Румунія        | Балканський кубок       | -    |                 |
| 09.10.1932 | Прага        | Чехословаччина | 2 – 1     | Югославія      | товариський матч        | -    | Капітан команди |
| 30.04.1933 | Белград      | Югославія      | 1 – 1     | Іспанія        | товариський матч        | -    |                 |
| 07.05.1933 | Цюрих        | Швейцарія      | 4 – 1     | Югославія      | товариський матч        | -    |                 |
| 03.06.1933 | Бухарест     | Греція         | 3 – 5     | Югославія      | Балканський кубок       | -    |                 |
| 07.06.1933 | Бухарест     | Болгарія       | 0 – 4     | Югославія      | Балканський кубок       | -    |                 |
| 11.06.1933 | Бухарест     | Румунія        | 5 – 0     | Югославія      | Балканський кубок       | -    |                 |
| 06.08.1933 | Загреб       | Югославія      | 2 – 1     | Чехословаччина | товариський матч        | -    |                 |
| 10.09.1933 | Варшава      | Польща         | 4 – 3     | Югославія      | товариський матч        | 1    |                 |
| 24.09.1933 | Белград      | Югославія      | 2 – 2     | Швейцарія      | Відбір до ЧС 1934       | -    |                 |
| 01.04.1934 | Белград      | Югославія      | 2 – 3     | Болгарія       | товариський матч        | -    |                 |
| 29.04.1934 | Бухарест     | Румунія        | 2 – 1     | Югославія      | Відбір до ЧС 1934       | -    |                 |
| 03.06.1934 | Белград      | Югославія      | 8 – 4     | Бразилія       | товариський матч        | 1    |                 |
| 26.08.1934 | Белград      | Югославія      | 4 – 1     | Польща         | товариський матч        | -    |                 |
| 02.09.1934 | Прага        | Чехословаччина | 3 – 1     | Югославія      | товариський матч        | -    |                 |
| 23.12.1934 | Афіни        | Греція         | 2 – 1     | Югославія      | Балканський кубок       | -    |                 |
| 25.12.1934 | Афіни        | Болгарія       | 3 – 4     | Югославія      | Балканський кубок       | 1    | Капітан команди |
| 01.01.1935 | Афіни        | Румунія        | 0 – 4     | Югославія      | Балканський кубок       | 1    |                 |
| 10.05.1936 | Бухарест     | Румунія        | 3 – 2     | Югославія      | Кубок короля Кароя      | -    |                 |
| 12.07.1936 | Стамбул      | Туреччина      | 3 – 3     | Югославія      | товариський матч        | 1    |                 |
| 06.09.1936 | Белград      | Югославія      | 9 – 3     | Польща         | товариський матч        | 1    |                 |
| 13.12.1936 | Париж        | Франція        | 1 – 0     | Югославія      | товариський матч        | -    |                 |
| 09.05.1937 | Будапешт     | Угорщина       | 1 – 1     | Югославія      | товариський матч        | -    | Капітан команди |
| 06.06.1937 | Белград      | Югославія      | 1 – 1     | Бельгія        | товариський матч        | -    |                 |
| 01.08.1937 | Белград      | Югославія      | 3 – 1     | Туреччина      | товариський матч        | -    | Капітан команди |
| 06.09.1937 | Белград      | Югославія      | 2 – 1     | Румунія        | Кубок короля Кароя      | -    | Капітан команди |
| 31.03.1940 | Бухарест     | Румунія        | 3 – 3     | Югославія      | Кубок Дунаю             | -    |                 |
| Усього     |              | Матчів         | 50        |                | Голів                   | 12   |                 |

## Титули і досягнення

### Як гравця
- Чемпіон Югославії: 1930-31, 1932-33, 1934-35, 1935-36, 1938-39
- Срібний призер чемпіонату Югославії: 1929, 1937-38, 1939-40
- Чемпіон футбольної асоціації Белграда: 1929, 1930
- Півфіналіст чемпіонату світу: 1930
- Переможець Балканського кубку: 1934-35
- Срібний призер Балканського кубку: 1929-31, 1932, 1933

### Як тренера
- Олімпійський чемпіон: 1960
- Віце-чемпіон Європи: 1960